# Dieter Haak
Dieter Haak (né le 18 mars 1938 à Breckerfeld et mort le 10 mai 2012 en Irlande) est un avocat et homme politique allemand du SPD.

## Vivez et agissez

### Origine, formation et début de carrière
Après avoir été diplômé du lycée de Hagen, Haak étudie le droit et l'économie aux universités de Tübingen et de Bonn en 1957. Il obtient son doctorat en 1963 puis rejoint l'Université de la Ruhr à Bochum. En 1965, il est allé à l'administration de l'État de Rhénanie-du-Nord-Westphalie.

### Carrière politique
Haak rejoint le SPD en 1962 et est membre du conseil municipal de Hagen de 1969 à 1975. De 1970 à 1995, il représente son parti au Landtag de Rhénanie-du-Nord-Westphalie; de 1973 à 1975, il est directeur parlementaire du groupe parlementaire SPD, de 1975 à 1980 son président.
De 1980 à 1983, il est ministre des Affaires fédérales de Rhénanie-du-Nord-Westphalie, puis ministre de la Justice jusqu'en 1985. Pendant son mandat de ministre, il est également membre ou membre suppléant du Conseil fédéral.
Après avoir appris qu'un associé de son bureau est impliqué dans un scandale de construction, il doit démissionner de son bureau ministériel.

### Personnel
Dieter Haak décède le 10 mai 2012 lors d'un voyage en Irlande.